# Ielîzavetivka, Vesele
Ielîzavetivka (în ucraineană Єлизаветівка) este un sat în așezarea urbană Vesele din raionul Vesele, regiunea Zaporijjea, Ucraina.

## Demografie
Componența lingvistică a localității Ielîzavetivka
     Rusă (83,88%)
     Ucraineană (15,87%)
     Alte limbi (0,25%)
Conform recensământului din 2001, majoritatea populației localității Ielîzavetivka era vorbitoare de rusă (83,88%), existând în minoritate și vorbitori de ucraineană (15,87%).